# دارن کرادوک
دارن کرادوک (انگلیسی: Darren Craddock؛ زادهٔ ۲۳ فوریهٔ ۱۹۸۵) بازیکن فوتبال اهل بریتانیا است.
از باشگاه‌هایی که در آن بازی کرده‌است می‌توان به باشگاه فوتبال هارتل پول یونایتد، باشگاه فوتبال ویتبای تاون، باشگاه فوتبال یورک سیتی، و باشگاه فوتبال بلیث اسپارتانس اشاره کرد.